# Konwent Polonia Sopot
Die Konwent Polonia (poln.: Korporacja akademicka Konwent Polonia) gilt als die älteste polnische Studentenverbindung. Sie wurde 1828 an der Universität Tartu (damals: Kaiserliche Universität zu Dorpat) gegründet und sah sich in der Tradition des Philomathenbundes und der Versammlung der Philareten (poln.: Zgromadzenie Filaretów), die beide vormals im Untergrund polnische Studenten der Universität Vilnius vereinigt hatten. Die Polonia war ursprünglich eine landsmannschaftlich und patriotisch geprägte Organisation.

## Farben und Wahlspruch
Die Bandfarben der Polonia sind amarant-blau-weiß. Der Wahlspruch lautet Einer für alle und alle für einen! Eine interessante Besonderheit weist die Bestickung des Fuchsendeckels auf. Hier wird symbolisch auf fünf Polonia-Angehörige verwiesen, die bei Duellen mit deutschen Verbindungsstudenten im 19. Jahrhundert getötet wurden.
Nicht zu verwechseln ist die hier beschriebene Polonia mit der St. Petersburger Verbindung Polonia, die von 1838 bis 1846 bestand und weiß-rot-silberne Farben führte. Ebenso wenig handelt es sich um eine der mehreren namensgleichen – mitunter geheimen – Verbindungen in damals deutschen Universitätsstädten, wie die Greifswalder Studentenverbindung Polonia, die am 9. Juni 1886 auf Behördenanweisung aufgelöst wurde, oder solche landsmannschaftlichen Verbindungen in Berlin, Breslau und (wahrscheinlich) Königsberg i. Pr.

## Geschichte

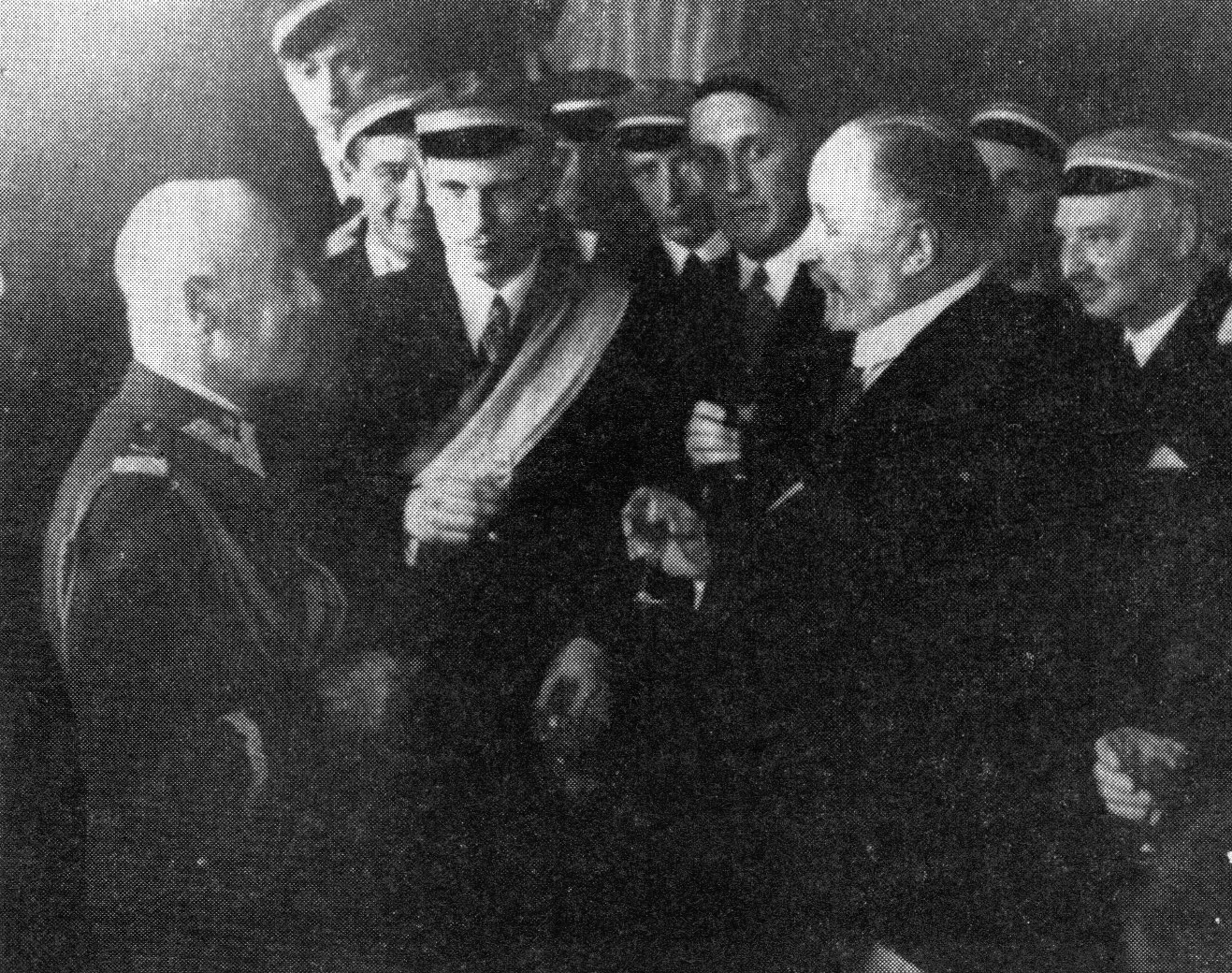
Der Marschall Polens, Edward Rydz-Śmigły, bei einem Treffen mit Vertretern der Polonia in Wilno im Jahr 1937

### Gründungszeit
Erst 1828 gegründet, beteiligten sich viele Angehörige der Polonia in den Jahren 1830 und 1831 am Novemberaufstand, sodass es zu einer kurzfristigen Einstellung des Aktivenbetriebs kam. 1834 erfolgte die Reaktivierung, der sich langjährige Bemühungen um die Gleichstellung mit deutschen Verbindungen anschlossen. 1851 genehmigte der Dorpater Chargiertenconvent der Polonia die Pistolenmensur. Auch am Januaraufstand der Jahre 1863 und 1864 beteiligten sich große Teile der Polonia – vor allem beim Partisanenkampf in Litauen – vorwiegend in Samogitien. In den folgenden Jahren wurde die Aktivität konspirativ fortgesetzt. Während des Januaraufstandes hatten viele Mitglieder ihr Leben verloren, in den Jahren der Unterdrückung kam es auch zu Deportationen nach Sibirien; viele weitere Angehörige emigrierten.
Am 5. Dezember 1909 wurde ein Kartell mit der Arkonia geschlossen. Kurz darauf genehmigten die russischen Behörden das Statut des Altherrenverbandes der Polonia (poln.: Koło Filistrów Polonii). 1911 veranstaltete die Polonia einen großen Ball in Warschau; 1914 folgte ein weiterer Ball im Aristokratischen Klub von Vilnius.

### Die Zeit der zwei Weltkriege
Nach dem Ersten Weltkrieg wurde der Sitz der Verbindung nach Vilnius verlegt. 1923 wurde ein Kartell mit der Welecja und am 14. Oktober 1928 mit der Jagiellonia geschlossen. 1933 gehörte Polonia zu den Gründungsmitgliedern des Verbandes Polnischer Studentenverbindungen (poln.: Związek Polskich Korporacji Akademickich). Im selben Jahr wurde auch ein Kartell mit der estnischen Verbindung Fraternitas Estica geschlossen.
Kurz nach Kriegsausbruch 1939 war die Verbindung gezwungen, ihre Aktivität konspirativ fortzusetzen. Alle Angehörigen wurden philistriert, um am Krieg teilnehmen zu können. 83 von ihnen fielen im Krieg oder starben in deutscher oder sowjetischer Gefangenschaft (z. B. in Katyń). Während der Zeit des Sozialismus konnte ein öffentliches Verbindungsleben nicht geführt werden. Im Londoner Exil wurden von dort lebenden Alten Herren Veranstaltungen organisiert („Philisterzirkel“).

### Nachkriegszeit und Zeit seit 1990
Am 3. Mai 1998 rekonstituierte sich die Polonia in Danzig. Seitdem nimmt sie wieder Füchse auf und vermittelt den Studenten – wie früher auch – die Werte Patriotismus, Ehre, Integrität und Zuverlässigkeit. Im Jahr 2005 bezog Polonia ihr erstes Nachkriegsgebäude in Sopot. 2008 wurde das 180-jährige Bestehen der Verbindung aufwändig gefeiert.

## Angehörige
Unter den bislang rund 1600 Angehörigen der Konwent Polonia seit 1828 befinden sich eine Vielzahl bedeutender Persönlichkeiten; dazu gehören:
- Hochschullehrer und Wissenschaftler: Józef Brudziński (1874–1917), Benedykt Dybowski (1833–1930), Osman Achmatowicz (1899–1988), Ignacy Baranowski (1833–1919), Konstanty Dziewulski (1885–1939), Stanisław Janikowski (1833–1881), Bronisław Kader (1863–1937), Karol Klecki (1866–1931), Walerian Klecki (1867–1920), Gabriel Korbut (1862–1936), Wincenty Lutosławski (1863–1954), Jakub Natanson (1832–1884), Adolf Pawiński (1840–1896), Rafał Radziwiłłowicz (1860–1929), Władysław Rothert (1863–1916), Józef Siemiradzki (1858–1933), Ludwik Karol Teichmann (1823–1895), Stanisław Józef Thugutt (1862–1956), Witold Tymiński (1919–1996), Bronisław Wróblewski (1888–1941), Marian Zdziechowski (1861–1938) und Józef Kazimierz Ziemacki (1856–1925)
- Offiziere und Politiker: Edward Jürgens (1824–1863), Kazimierz Krzywicki (1820–1883), Bolesław Limanowski (1835–1935), Witold Jodko-Narkiewicz (1864–1924), Ignacy Manteuffel (1875–1927) und Władysław Sołtan (1870–1943)
- Künstler: Franciszek Brzeziński (1867–1944), Józef Bohdan Dziekoński (1816–1855), Ildefons Houwalt (1910–1987), Andrzej Niemojewski (1864–1921), Józef Weyssenhoff (1860–1932) und Edward Żeligowski (1816–1864)
- Theologen: Ernst Wilhelm Bursche (1831–1904), Juliusz Bursche (1862–1942), Zygmunt Michelis (1890–1977), Leopold Marcin Otto (1819–1882), Michał Jastrzębski (1859–1938), Karol Gustaw Manitius (1823–1904), Ryszard Paszko (1878–1940) und Edward Wende (1874–1949)